# Placonotus rigidus
Placonotus rigidus is een keversoort uit de familie dwergschorskevers (Laemophloeidae). De wetenschappelijke naam van de soort werd in 1885 gepubliceerd door Arthur Sidney Olliff.